# Philenoptera
Philenoptera là một chi thực vật có hoa trong họ Đậu.